# Bertil R. Widerberg
Bertil Richard Widerberg, född 13 september 1926 i Södertälje, död 5 februari 2016 i Tanums församling, Västra Götalands län,  var en svensk redaktör.
Widerberg var verksam som frilansjournalist 1950–1955 och blev intendent vid Fiskefrämjandet 1955. Han var chefredaktör och ansvarig utgivare för Svenskt Fiske-Sportfiskaren och redaktör för årsboken Fiske. Han grundade tidskriften Jury 1972 och var redaktör för denna fram till nedläggningen 2008. Under pseudonymen Richard W. Bergh utgav han detektivromanerna Mord på stadion (1956), Mördaren finns i fjällen (1957) och novellsamlingen Fem fall för kommissarie Thorén (2001). Han medverkade i TV-programmen Korsnäsgården, Mitt i naturen, Sveriges magasin och Läslustan.
Widerberg var ledamot av Svenska Deckarakademin och tilldelades Eldsjälspriset 2006. Han var 1955–1978 gift med Siv Widerberg.